# Un homme usé
Un homme usé (The Man That Was Used Up) est une nouvelle d'Edgar Allan Poe publiée pour la première fois en août 1839. Traduite en français par William Little Hughes, elle fait partie du recueil Contes inédits.
Il existe de très nombreuses variantes de traduction du titre en français : L'Homme qui était refait, L'Homme qui était usé, Un homme usé (anecdote de la récente campagne contre les Bugaboos et les Kickapoos), L'Homme en morceaux, L'Homme rafistolé.

## Résumé
Le narrateur cherche obsessionnellement à connaître l'histoire du général de brigade John A. B. C. Smith, héros de la guerre contre les tribus amérindiennes des Bugaboos et des Kickapoos. Malgré de nombreuses tentatives auprès de différents personnages mondains, ses interlocuteurs sont systématiquement interrompus avant de pouvoir révéler le "secret" du général.
Le mystère est finalement résolu lorsque le narrateur rend visite au général pendant sa toilette matinale. Il découvre que Smith est littéralement un "homme usé" : son corps est entièrement composé de prothèses artificielles à la suite des blessures reçues durant la guerre. Ses membres et organes de substitution proviennent des meilleurs fabricants : jambes de liège par Thomas, bras par Bishop, épaules par Pettitt, poitrine par Ducrow, perruque par Delorme, dents par Parmly, yeux par le Dr Williams, et palais et langue par Boufanti.

## Thèmes
La nouvelle combine satire sociale et humour noir pour critiquer le progrès technique et l'enthousiasme excessif pour les innovations mécaniques, le culte du héros militaire dans la société américaine, la superficialité des conversations mondaines, et la violence de la conquête de l'Ouest et des guerres indiennes. Elle s'inscrit dans la tradition fantastique des récits sur les automates et les corps artificiels, tout en adoptant pour sa part un ton comique.
L'ironie, caractéristique chez Poe, est renforcée par le contraste entre l'apparence impressionnante du général dans la société et sa nature fragile, fragmentée, artificielle, révélée en privé. Le texte joue également sur l'opposition entre le discours enthousiaste sur le progrès technique et ses applications réelles pour réparer les ravages de la violence guerrière.

## Publications
Liste non exhaustive. 
- 2012, L'homme qui était refait, dans Robot Erectus, de Jean-Claude Heudin, éditeur Science-eBook.